# Malthinus fenchihuensis
Malthinus fenchihuensis es una especie de coleóptero de la familia Cantharidae.

## Distribución geográfica
Habita en Taiwán.